# Процесс Жанны д’Арк
«Процесс Жанны д’Арк» (фр. Procès de Jeanne d'Arc, англ. The Trial of Joan of Arc) — чёрно-белая историко-биографическая драма французского режиссёра Робера Брессона, основанная на стенограмме суда над Жанной д’Арк. Премьера фильма состоялась 18 мая 1962 г. в рамках Каннского кинофестиваля.
«Процесс Жанны д’Арк» часто сравнивается с произведением Карла Теодора Дрейера «Страсти Жанны д’Арк» (1928). Сравнивая этот фильм со своим, Брессон выражал неприязнь к «гротескной буффонаде» в фильме Дрейера. В этом, как и во многих других своих известных фильмах, Робер Брессон задействовал непрофессиональных актёров, специально игравших сдержанно. 

## Сюжет
Реконструкция суда над Жанной д’Арк, включающая взятие её под стражу, допросы и казнь, показанной глазами её тюремщиков и судей.
В 1431 году французская девятнадцатилетняя крестьянка Жанна Д’Арк была захвачена французскими солдатами противоборствующей стороны перед Компьеном и затем продана англичанам. Жанна д'Арк была заключена в тюрьму на несколько месяцев в замке  Шато-де-Руан. Девушка предстает перед судом, состоящим почти исключительно из членов Парижского англофильного университета под председательством епископа Кошона. Жанна пять раз предстает перед судом и, несмотря на строгие допросы судей и постоянное преследование со стороны тюремщиков, её вера долго остается непоколебимой. Жанна утверждает, что она божья посланница и требует отпустить её. Она рассказывает суду про голос, который является ей каждый день утром. Именно этот голос велел Жанне не говорить суду всей правды и быть с судьями дерзкой. «Голос велел мне открыть правду королю, а не вам» - слова, которые девушка повторяет из раза в раз.
На третьем суде Жанна Д’Арк признается, что голоса принадлежат святым Катерине и Маргарите, и что они стали её наставницами 7 лет назад. Также девушка рассказывает, что к ней являлся архангел Михаил, чтобы утешить. Суд также обвинял Жанну в ношении мужского платья, тем самым нарушала божественный закон. Голоса, которые с ней связываются, по мнению суда, принадлежат демонам и дьяволам.
Некоторые судьи наблюдают за Жанной сквозь щель в стене в её камере. Они надеются увидеть, как Жанна лжет, чтобы покончить с процессом.
Неумолимые богословские допросы и аргументы в суде прерываются только неэффективной попыткой проверить девственность обвиненной. Жанна Д’Арк продолжает настойчиво утверждать, что её военные начинания были предписаны Богом.  Англичане, стремящиеся уничтожить легенду, которая уже строится вокруг всего процесса, высмеивают Жанну и её веру.
После получения удостоверения, что Жанна девственна, они продолжили допрашивать её уже не в зале суда, а внутри её камеры четырежды. Чтобы ослабить веру француженки, её решают обманом лишить девственности. Ей приносят женское платье, желая, чтобы Жанна отказалась от мужского платья.
После очередного суда в зале заседаний, Жанна слегла с болезнью. С неё сняли оковы и лечили кровопусканием. Её несколько раз посещали, заставляя отказаться от её правды, но Жанна оставалась непоколебима. Пытки, предпринятые английским судом,  оказываются такими же безрезультатными для церкви.
На Вселенском Соборе Жанна долго не отказывается от своих слов, не соглашается со Святой Церковью. Однако, в момент слабости во время суда Жанна отрекается от своей веры. Церковь обещает выпустить её из тюрьмы, если она откажется от всего ею сказанного и раскается. Она приговорена к пожизненному заключению. Жанна просит лишь о том, чтобы Церковь взяла её под защиту. После она просит, чтобы церковь забрала её из рук англичан и заперла в темнице Церкви. Вместо этого суд решает запереть её в замке и выдать ей женское платье.
После того, как Церковь не сдержала слово, и Жанну «один милорд чуть не изнасиловал», она отказывается от своего более раннего признания. Суд постановляет, что она будет сожжена на костре, как ведьма.

## В ролях
- Флоранс Деле — Жанна д’Арк
- Жан-Клод Фурно — епископ Кошон
- Марк Жакье — Жан Леметр
- Жан Жильбер — Жан де Шатийон
- Роже Онора — Жан Бопер
- Мишель Эрубель — французский монах
- Андре Рэнье — Жан Эстиве
- Артур Ле Бо — Жан Массьё
- Марсель Дарбо — Николя де Оппвилль
- Филипп Друа — Мартен Лавену, французский монах
- Поль-Робер Мимэ — Гийом Эрар
- Жерар Зингг — Жан-Лоайэ

### В титрах не указаны
- Дональд О’Брайен — английский священник
- Ив Ле Принс — Пьер Морис
- Андре Морис — Тифэн
- И. Р. Пратт — Уорик
- Гарри Соммерс — епископ Винчестера
- Майкл Уильямс — англичанин

## Съёмочная группа
- Режиссёр-постановщик: Робер Брессон
- Авторы сценария: Робер Брессон
- Оператор: Леонс-Анри Бюрель
- Композитор: Франсис Сейриг
- Продюсер: Аньес Делаэ
- Монтажёр: Жермен Артус
- Художник-постановщик: Пьер Шарбоннье
- Художник по костюмам: Люсилла Муссини
- Звукорежиссёр: Антуан Аршимбо

## Реакция
«Брессон отказывается от традиционной кинематографической драматизации и вместо этого культивирует аскетический стиль в репликах и одежде персонажей. Он раскрывает духовное измерение события вне фактической историчности событий: речь идет о христианской вере и ее подлинном осознании в мире.» 
-Lexikon des internationalen Films
Фильм не имел особого успеха у критиков сразу после выхода. Ретроспективные обзоры в большинстве своём положительны, несмотря на то, что фильм намного менее известен большей части предыдущих работ Брессона. Рейтинг на Rotten Tomatoes: 8,2 / 10.

## Награды и номинации
1962 — Каннский кинофестиваль:
- номинация на «Золотую пальмовую ветвь» - Робер Брессон
- приз Международной католической организации в области кино (OCIC) за лучшую режиссуру – Робер Брессон
- приз жюри – Робер Брессон

### Рецензии
- Procès de Jeanne d’Arc – The Trial of Joan of Arc (1962)
- Review by Fernando F. Croce
- Voices With(out) a Face: On Robert Bresson’s Procès de Jeanne d’Arc
- Review by The New Yorker
- The poetry of precision: the films of Robert Bresson
- The Lives of the Saints: Robert Bresson’s Joan of Arc
- The Trial of Joan of Arc at Anthology
- Tuesday Editor’s Pick: The Trial of Joan of Arc (1962)
- Review by Robert Vas
- Der Prozess der Jeanne d'Arc
- Review by Sean Axmaker
- Review by Jeffrey M. Anderson